# UVP Hockey Città di Bassano del Grappa
El UVP Hockey Città di Bassano del Grappa es un club de hockey sobre patines de la localidad italiana de Bassano del Grappa, en la región de Véneto, que actualmente milita en la Serie A1. Fue fundado en 1954 con el nombre de  Bassano Hockey 54 y refundado en 2011 con el nombre de Hockey Bassano. En octubre de 2018 el equipo se fusiona con el Hockey UVP Mirandola e Módena dando lugar a una nueva sociedad deportiva denominada UVP Hockey Città di Bassano del Grappa.
Su época de máximo esplendor fue a partir de la década de 2000, en la cual cosechó la mayor parte de sus títulos importantes: 2 Ligas de Italia, 1 Copa de Italia (la anterior conseguida en la temporada 1980-81), 2 Supercopas de Italia, 1 Copa de la CERS (ante el HC Braga) y 1 Campeonato Mundial de Clubes (ante el Reus Deportiu).
También destacan el subcampeonato de la Liga Europea de 2006-2007 (vs. FC Barcelona), el de la Copa Continental de 2012 (vs. HC Liceo) y las tres finales de la Copa de la CERS de las temporadas 1985-86, 2003-04 y 2004-05, perdidas ante el CP Tordera Reus Deportiu, y Follonica Hockey respectivamente.

## Palmarés
- 2 Ligas de Italia: 2003-2004, 2008-2009
- 2 Copa de Italia: 1980-1981, 2003-2004
- 1 Copas de la CERS: 2011-12
- 2 Supercopas de Italia: 2007, 2009
- 1 Campeonato Mundial de Clubes : 2006

## Plantilla 2018-2019
| - (7) Mattia Baggio - (8) Filippo Menon - (17) Nicolas Barbieri - (18) Mauro del Monte (portero) - (30) Davide Merlo (portero) |  | - (33) Michele Panizza - (37) Victor Crespo Oliva - (39) Leonardo de Gerone - (58) Andrea Scuccato - (74) Diogo das Neves |